# Roy O. Disney

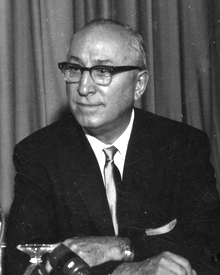

Roy Oliver Disney (n. 24 iunie 1893 - d. 20 decembrie 1971) a fost fratele lui Walt Disney și co-fondatorul companiei Disney. Tatăl celor doi străluciți antreprenori americani a fost canadianul (ulterior devenit cetățean al Statelor Unite) Elias Disney.